# 适园石塔
适园石塔，即长生宝塔，是中国浙江省湖州市南浔区南浔镇的一座园林，位于南浔镇南栅鹧鸪溪畔补船村，今适园路中段南侧，建于清光绪三十三年（1907年）。
适园为南浔镇五大名园（宜园、东园、适园、刘园、觉园）之一，为南浔富商“四象”之一张颂贤之孙张石铭的私家花园，于清光绪三十三年（1907年），在董说丰草庵故址兴建。又名“张园”。阮仪三曾称之为“南浔最大的园林” ，占地30亩，山石极为玲珑精致，又多历代名贤手迹。
适园毁于1937年抗日战争期间。现仅存石塔“长生宝塔”，1911年张石铭为母桂氏七十诞辰而建。七级实心。上有梁启超、康有为、章太炎、吴昌硕等名人题咏，内有《金刚经》石刻。
1989年3月21日，适园石塔公布为第三批湖州市文物保护单位。适园现为儿童乐园。